# Ochthebius richmondi
Ochthebius richmondi är en skalbaggsart som beskrevs av Perkins 1980. Ochthebius richmondi ingår i släktet Ochthebius och familjen vattenbrynsbaggar. Inga underarter finns listade i Catalogue of Life.